# Jim Gibbons (Politiker, 1944)

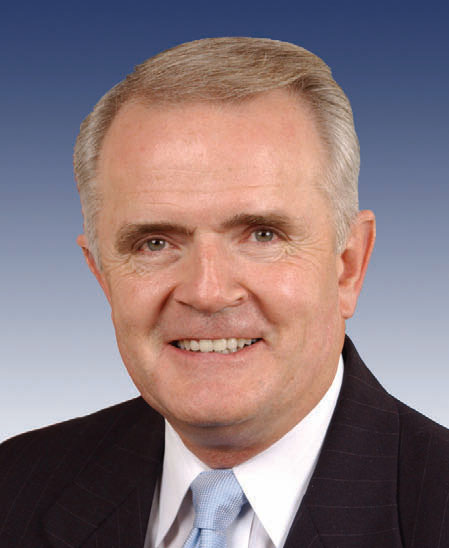
Jim Gibbons

James Arthur „Jim“ Gibbons (* 16. Dezember 1944 in Sparks, Nevada) ist ein US-amerikanischer Politiker (Republikanische Partei). Von 1997 bis 2006 gehörte er als Abgeordneter aus Nevada dem US-Repräsentantenhaus an; danach amtierte er von 2007 bis 2011 als 28. Gouverneur dieses Bundesstaates.

## Leben
Jim Gibbons wuchs in seinem Geburtsort Sparks auf. Er nahm ein Studium an der University of Nevada in Reno auf, das er von 1967 bis 1971 unterbrach, um während des Vietnamkrieges bei der United States Air Force zu dienen. Er erreichte in Reno 1967 den Abschluss als B.A. und 1973 als M.S., 1979 schloss er ein Studium der Rechtswissenschaften an der Southwestern Law School in Los Angeles mit einem Doktorgrad (J.D.) ab. Anschließend war er an der University of Southern California in Los Angeles tätig.
Neben seiner Anwaltspraxis war er als Pilot sowohl bei zivilen Fluggesellschaften als auch von 1975 bis 1996 bei der Nevada Air National Guard, zuletzt als deren stellvertretender Kommandeur, tätig. Er flog im Irakkrieg ein Aufklärungsflugzeug. Darüber hinaus arbeitete er als Hydrologe für die Wasserbehörde (Office of Federal Water Master). In den Jahren von 1989 bis 1993 gehörte er für die Republikaner der Nevada Assembly an. Vom 3. Januar 1997 bis zu seinem Rücktritt am 31. Dezember 2006 war er gewählter Abgeordneter im US-Repräsentantenhaus in Washington. Anstelle einer Wiederwahl für den Kongress konnte er die Wahl für das Amt des Gouverneurs von Nevada gewinnen.
Im Vorfeld der Gouverneurswahlen 2010 war angesichts einiger Skandale und Kontroversen während seiner Amtszeit darüber spekuliert worden, ob Gibbons ein weiteres Mal antreten würde. Letztlich kandidierte er erneut, verlor aber in der Primary seiner Partei gegen Brian Sandoval, den Attorney General von Nevada, der sich anschließend in der eigentlichen Wahl gegen den Demokraten Rory Reid durchsetzte und somit Gibbons am 3. Januar 2011 ablösen konnte.